# 門真神社
門真神社（かどまじんじゃ）は、大阪府門真市にある神社。旧社格は村社。

## 歴史
「大阪府全誌」によれば、門真神社の詳しい創建年月日は定かではない。旧くは南宮・中宮・北宮の三宮があり、当社は中宮だったという。その後門真庄（室町時代後期以降の名）の発達により、一から四番の村がつくられ、四番村の独立とともに元村の牛頭天王を移し、当社創建となった。
明治5年、神饌幣帛料供進社に指定された。また、三番村の産土神社は「真手神社」といい、茨田真手御宿所・黄梅寺の東隣、黄梅寺を宮寺とする大社であったが、明治23年に廃絶し、当社の末社となった。

## 現地情報
所在地
- 大阪府門真市元町17-11

交通アクセス
- 最寄駅：京阪本線西三荘駅下車後、徒歩約5分